# David Moss (Basketballspieler)
David Jerard Moss (* 9. September 1983 in Chicago, Illinois) ist ein US-amerikanischer Basketballspieler und -trainer. Nach dem Studium in seinem Heimatland wurde Moss professioneller Spieler in Europa und spielt nach einer Station in Polen seit 2007 in Italien, wo er mit seinen jeweiligen Mannschaften viermal die italienische Meisterschaft und viermal den Pokalwettbewerb gewann. Seit 2023 steht Moss zudem als Vizetrainer in Diensten von Pallacanestro Brescia.

## Karriere
Nach dem Schulabschluss an der Thornwood High School in South Holland (Illinois), wo er unter anderem mit Eddy Curry eine Staatsmeisterschaft gewann, erhielt Moss einen Studienplatz an der Indiana State University, wo er von 2002 bis 2006 für die Hochschulmannschaft Sycamores in der Missouri Valley Conference (MVC) der NCAA spielte. Die Sycamores hatten sich in den Jahren 2000 und 2001 erstmals seit den Zeiten der NBA-Legende Larry Bird 1979 für das landesweite NCAA-Endrundenturnier qualifizieren können. Obwohl Moss von Beginn an als Freshman zu den Leistungsträgern der Mannschaft zählte, gelang kein Titelerfolg in der MVC oder eine Qualifikation für ein bedeutendes Postseason-Turnier. Am Ende seiner vierjährigen NCAA-Karriere rangierte Moss in der mannschaftsinternen Bestenliste mit 1.562 erzielten Punkten auf Rang 5 der „All-Time Scorers List“. 
Nachdem Moss im NBA-Draft 2006 der am höchsten dotierten Profiliga NBA nicht ausgewählt worden war, begann er eine Karriere als professioneller Spieler beim Verein Polpak aus Świecie in der Polska Liga Koszykówki. Zur Saison 2007/08 wechselte Moss in die zweite italienische Spielklasse Legadue, wo er für den Verein Aurora Basket aus Jesi spielte. Mit diesem Verein gewann er den Ligapokal dieser Spielklasse, doch in der Finalserie der Aufstiegs-Play-offs scheiterte Aurora Jesi an Pepsi Caserta, die sich den verbleibenden Aufstiegsplatz sichern konnten. Trainer Andrea Capobianco wechselte anschließend zum Erstligisten Banca Tercas nach Teramo und nahm Spieler Moss gleich mit in die Abruzzen. Teramo spielte die erfolgreichste Saison ihrer Vereinsgeschichte und zog als Tabellendritter erstmals in die Play-offs um die Meisterschaft ein, in denen man jedoch gleich in der ersten Runde Rekordmeister Olimpia Armani Mailand unterlag. Neben Jaycee Carroll, der nach Spanien wechselte, verließ jedoch auch Moss anschließend den Verein und wurde vom Meister Montepaschi Siena verpflichtet, der ihn jedoch in der Saison 2009/10 erst einmal leihweise an Virtus Canadian Solar aus Bologna abgab. Mit Virtus verlor Moss das Finalspiel im Pokalwettbewerb Coppa Italia gegen Serienmeister und Titelverteidiger Montepaschi. Anschließend musste sich Moss mit Bologna erneut in der ersten Play-off-Runde, diesmal nach fünf Spielen gegen NGC Cantù, geschlagen geben. 
Für die Saison 2010/11 rückte Moss dann endgültig in den Kader von Siena und spielte für den Verein auch erstmals im höchstrangigen europäischen Vereinswettbewerb EuroLeague 2010/11, in dem die Mannschaft den dritten Platz belegte. Nach Verteidigung des Doubles in nationaler Meisterschaft und Coppa Italia schied Siena bereits in den Viertelfinal-Play-offs der EuroLeague 2011/12 gegen den späteren Titelgewinner Olympiakos Piräus aus. Siena verteidigte 2012 zwar erneut das Double, doch die finanziellen Mittel des Vereins waren anschließend nahezu aufgebraucht. In der EuroLeague 2012/13 schied man bereits vor dem Viertelfinale aus und in der nationalen Meisterschaft erreichte Titelverteidiger Siena erst auf dem fünften Platz der regulären Saison die Play-offs, in denen man in den ersten beiden Runden über die Maximaldistanz von sieben Spielen gehen musste, um letztendlich in der Finalserie zum fünften Mal in Folge das Double zu gewinnen. Anschließend brach die Mannschaft auseinander und Moss wechselte zum Rekordmeister Olimpia Armani aus Mailand, mit dem er sich in der EuroLeague 2013/14 vergleichsweise souverän für die Viertelfinal-Play-offs qualifizierte. Hier hatte man gegen Maccabi Tel Aviv im ersten Spiel Heimrecht und war favorisiert auf das Erreichen des Final Four, das vor heimischem Publikum im Mailänder Mediolanum Forum ausgetragen wurde. Doch Maccabi setzte sich in der Play-off-Serie durch und gewann anschließend beim Final Four in Mailand auch den Titel. In der nationalen italienischen Meisterschaft bezwang Mailand nach sieben Spielen in der Finalserie den Titelverteidiger und Moss’ ehemalige Mannschaft aus Siena und dieser gewann zum vierten Mal in Folge den Titel in Italien.